# Grizon większy
Grizon większy, grizon (Galictis vittata) – gatunek drapieżnego ssaka z rodziny łasicowatych, z wyglądu podobny do łasicy, ale inaczej ubarwiony. Łatwo się oswaja.

## Występowanie
Zasięg występowania tego gatunku obejmuje Amerykę Środkową i Południową – od południowego Meksyku po Brazylię,  północną Argentynę i Boliwię. Występuje na otwartych terenach trawiastych i w lasach. Często spotykany w pobliżu zbiorników wodnych.

## Wygląd
Ciało wydłużone, dobrze umięśnione, z krótkimi łapami i krótkim ogonem. Sierść popielata, na szyi i głowie biały pas, gardło, łapy i pysk czarne.
Średnie wymiary
- Długość ciała – ok. 50 cm
- Waga – 1,5-3,2 kg

## Tryb życia
Grizon poluje w dzień i w nocy, największą aktywność wykazuje nad ranem i późnym popołudniem. Żyje pojedynczo, w parach lub małych grupach. Za kryjówki służą mu szczeliny skalne, wykroty oraz nory innych zwierząt. Żywi się drobnymi kręgowcami, dietę mięsną uzupełnia owocami. Samica rodzi 2-4 młodych.